# Cristian Irimia
Cristian Irimia (ur. 7 lipca 1981 w Bukareszcie) – rumuński piłkarz występujący na pozycji prawego obrońcy; zawodnik Sportul Studențesc i reprezentacji Rumunii.

## Kariera piłkarska

### Kariera klubowa
Karierę piłkarską rozpoczynał w rodzinnej miejscowości w drugoligowym klubie Sportul Studențesc Bukareszt pod kierownictwem znanego trenera Dan Petrescu. Właśnie on powołał jego latem 2004 roku do Rapidu Bukareszt, skąd trafił do Dinama Bukareszt. W grudniu 2004 roku podpisał 5-letni kontrakt z Dynamo Kijów. Jednak nie potrafił zająć miejsca w podstawowym składzie w barwach Dynama i powrócił do klubu Sportul Studențesc Bukareszt, w którym zaczynał karierę.

### Kariera reprezentacyjna
Irimia występował w reprezentacji Rumunii.